# باشگاه فوتبال قشقایی
باشگاه قشقایی یکی از باشگاه‌های سابق  فوتبال ایران بود که در سال ۱۴۰۱ منحل شد. 
باشگاه قشقایی را اشکان نجف پور تأسیس و از لیگ شیراز شروع به فعالیت کرد. سپس وارد لیگ استان فارس و متعاقباً قهرمان زیر گروه کشور شد و به لیگ دسته سه صعود کرد. قشقایی سال ۱۳۹۴ قهرمان لیگ دسته سه شد و به لیگ دسته دو صعود کرد. در نهایت تیم قشقایی در اردیبهشت ۱۳۹۷ امتیاز باشگاه فوتبال برق جدید فارس را خریداری کرده و جایگزین این تیم در لیگ دسته اول (لیگ آزادگان) شد. در ۲۳ تیرماه ۱۴۰۱ مالک قشقایی اعلام کرد امتیاز بزرگسالان این تیم به استان یزد واگذار گردیده‌است. قشقایی از باشگاه‌های پرطرفدار ایرانی بود که بازیکنان و مربیان بزرگی در این تیم حضور داشتند. مهدی فروردین، ابراهیم طالبی، مهدی رجب‌زاده، جلیل دوران و رضا عنایتی از مربیان قشقایی بودند.